# Макија ди Мауро-Пилоне (Фођа)
Макија ди Мауро-Пилоне (итал. Macchia di Mauro-Pilone) је насеље у Италији у округу Фођа, региону Апулија.
Према процени из 2011. у насељу је живело 16 становника. Насеље се налази на надморској висини од 21 м.